# Jochen Karl Mehldau
Jochen Karl Mehldau (* 18. Oktober 1934 in Kassel; † 3. Dezember 2022 in Karlsruhe) war ein deutscher Heimat- und Ahnenforscher.

## Leben
Jochen Karl Mehldau wurde am 18. Oktober 1934 in Kassel geboren. Seine Mutter stammte aus Erndtebrück und war sein Bezug zu Wittgenstein, wo er von 1944 bis 1953 lebte. Mehldau absolvierte im Frühjahr 1953 sein Abitur am staatlichen Aufbaugymnasium in Laasphe. Er wurde Diplom-Ingenieur. Mit seiner Ehefrau lebte er in Karlsruhe.  Jochen Karl Mehldau starb am 3. Dezember 2022 im Alter von 88 Jahren.

## Wirken
Mehldau beschäftigte sich intensiv mit der Wittgensteiner Heimat- und Ahnengeschichte. Insgesamt katalogisierte er 150.000 Personen aus Wittgenstein. Seine hierzu angelegte Datenbank Wittgensteiner Familiendatei übergab er 2018 dem Landesarchiv Nordrhein-Westfalen, das sie im Frühjahr 2021 zum Download veröffentlichte. Aus Mehldaus genealogischer Arbeit stammen unter anderem die Bücher Alte Laaspher Familien und ihre Häuser. Haus-Chroniken ~ 1600–1875 (2013) sowie Haus- und Familienchroniken Banfetal (2015).
Ab 1957 verfasste er zahlreiche Artikel über Wittgenstein und seine Ortschaften, die überwiegend in der Zeitschrift Wittgenstein des Wittgensteiner Heimatvereins erschienen.

## Werke (Auswahl)
- Zur Orts- und Familiengeschichte von Benfe. In: Wittgenstein. Blätter des Wittgensteiner Heimatvereins, 1990, Heft 2, S. 57 ff.
- Die sechs Zinser Kanonisten. In: Wittgenstein. Blätter des Wittgensteiner Heimatvereins, 1991, Heft 3, S. 96 ff.
- Womelsdorf 1575–1777. In: Wittgenstein. Blätter des Wittgensteiner Heimatvereins, 1993, Heft 2, S. 42 ff.
- Bauernhöfe in Beddelhausen 1566–1875. In: Wittgenstein. Blätter des Wittgensteiner Heimatvereins, 2008, Heft 3, S. 105–110; Heft 4, S. 140–158
- Altbauernhöfe in Alertshausen 1566–1875. In: Wittgenstein. Blätter des Wittgensteiner Heimatvereins. 2009, S. 75 ff., 115 ff., 144 ff.
- Mühlen, Beisitzer- und untergegangene Häuser in Alertshausen. In: Wittgenstein. Blätter des Wittgensteiner Heimatvereins. 2010, S. 26 ff.
- Alte Laaspher Familien und ihre Häuser. Haus-Chroniken ~ 1600–1875. Bad Laasphe 2013.
- Hauschroniken der Bad Berleburger Ortschaften Arfeld, Berghausen, Raumland, Schüllar und Wemlighausen; ~ 1500 – 1875. Bad Laasphe 2017.